# Vụ Vedan xả chất thải ra sông Thị Vải
Vụ Vedan xả chất thải ra sông Thị Vải là vụ việc gây ô nhiễm môi trường được Cục Cảnh sát môi trường - Bộ Công an Việt Nam phối hợp với Bộ Tài nguyên và Môi trường Việt Nam phát hiện ngày 13 tháng 9 năm 2008 tại Công ty Vedan Việt Nam.

## Diễn biến
Từ phản ánh, bức xúc của người dân địa phương về tình trạng lén lút xả nước thải không qua xử lý ra môi trường, sau hơn 3 tháng theo dõi, ngày 13 tháng 9 năm 2008, đoàn kiểm tra liên ngành đã bắt quả tang Công ty Vedan đóng tại huyện Long Thành, tỉnh Đồng Nai xả một lượng nước thải lớn chưa qua xử lý ra sông Thị Vải. Theo ước tính, Vedan có thể xả nước thải tới 5.000 m3/ngày ra sông.
Theo nhận định ban đầu, việc lắp đặt hệ thống xả dịch thải của Công ty Vedan là vi phạm các quy định của pháp luật về bảo vệ môi trường.. Theo Đại tá Lương Minh Thảo, hành vi vi phạm này là đặc biệt nghiêm trọng. Tại hiện trường, Phó Giám đốc phụ trách văn phòng Công ty Vedan Việt Nam đã thừa nhận hành vi vi phạm của công ty.
Ngày 19 tháng 9, Bộ Tài nguyên và Môi trường công bố kết quả điều tra 10 sai phạm của Vedan, bao gồm:
1. Xả nước thải vượt tiêu chuẩn cho phép từ 10 lần trở lên đối với nhà máy sản xuất tinh bột biến tính của công ty.
2. Xả nước thải vượt tiêu chuẩn cho phép từ 10 lần trở lên đối với các nhà máy sản xuất bột ngọt và lysin của công ty.
3. Xả nước thải vượt tiêu chuẩn cho phép từ 10 lần trở lên đối với các nhà máy khác của công ty.
4. Nộp không đầy đủ các số liệu điều tra, khảo sát, quan trắc và các tài liệu liên quan khác cho cơ quan lưu trữ dữ liệu thông tin về môi trường theo quy định của cơ quan nhà nước có thẩm quyền.
5. Không đăng ký cam kết bảo vệ môi trường với cơ quan quản lý nhà nước về bảo vệ môi trường đối với trại chăn nuôi heo.
6. Không lập báo cáo đánh giá tác động môi trường mà đã xây dựng và đưa công trình vào hoạt động đối với dự án đầu tư nâng công suất phân xưởng sản xuất xút- axit từ 3.116 tấn/tháng lên 6.600 tấn/tháng.
7. Không lập báo cáo đánh giá tác động môi trường mà đã xây dựng và đưa công trình vào hoạt động đối với dự án đầu tư nâng công suất các nhà máy bột ngọt từ 5.000 tấn/tháng lên 15.000 tấn/tháng, tinh bột biến tính từ 2.000 tấn/tháng lên 4.000 tấn/tháng, lysin từ 1.200 tấn/tháng lên 1.400 tấn/ tháng, bột gia vị cao cấp 20 tấn/tháng, PGA 700 tấn/năm, phân Vedagro 70.000 tấn/năm (rắn), 280.000 tấn/năm (lỏng).
8. Thải mùi hôi thối, mùi khó chịu trực tiếp vào môi trường không qua thiết bị hạn chế môi trường.
9. Quản lý chất thải nguy hại không đúng quy định về bảo vệ môi trường.
10. Công ty xả nước thải vào nguồn nước không đúng vị trí quy định trong giấy phép.[3]

Ngày 6 tháng 10, Chánh Thanh tra Bộ Tài nguyên Môi trường ra quyết định xử phạt vi phạm hành chính về bảo vệ môi trường đối với Vedan với tổng số tiền phạt là 267,5 triệu đồng, buộc truy nộp phí bảo vệ môi trường hơn 127 tỷ đồng.
Ngày 13 tháng 10, Thủ tướng Chính phủ Việt Nam có ý kiến chỉ đạo các cơ quan chức năng khẩn trương, kiên quyết tổ chức thực hiện các biện pháp xử lý việc vi phạm pháp luật về bảo vệ môi trường đối với Công ty Vedan.

## Truy vấn Bộ trưởng
Liên quan đến vấn đề trên, tại kỳ họp thứ 6 Quốc hội Việt Nam khoá XI, Bộ trưởng Tài nguyên và Môi trường Phạm Khôi Nguyên đã bị đại biểu quốc hội truy vấn vụ Vedan xung quanh những vấn đề: xử lý vi phạm của Vedan và đặc biệt là làm rõ trách nhiệm của hệ thống quản lý nhà nước từ trung ương đến địa phương.